# Серія геологічна
Серія геологічна (рос. серия геологическая, англ. geological group, series of strata; нім. geologischer Schichtenkomplex  m) – таксонометрична одиниця місцевих (регіональних) стратиграфічних підрозділів, крупніша за рангом від світи геологічної. Являє собою складно побудоване різнофаціальне геологічне тіло, яке відображає етап осадонагромадження в регіоні. Об’єднує дві чи більше світ, що характеризуються будь-якими ознаками: схожими умовами утворення (морські, континентальні, вулканічні і т.п.), особливостями структури та ін. Охоплює потужну товщу гірських порід і відповідає єдиному осадовому, вулканічному або тектонічному циклу. Стратиграфічні межі, ізохронні чи діахронні, виражені площинами регіональних кутових чи стратиграфічних незгідностей. За обсягом може відповідати геологічному відділу. Як правило, має власну географічну назву. Світа і серія є головними елементами, які картують. 